# Zalischyky (huyện)
Huyện Zalischyky (tiếng Ukraina: Заліщицький район, chuyển tự: Zalischykys'kyi raion) là một huyện của tỉnh Ternopil thuộc Ukraina. Huyện Zalischyky có diện tích 684 km², dân số theo điều tra dân số ngày 5 tháng 12 năm 2001 là 53466 người với mật độ 78 người/km2. Trung tâm huyện nằm ở Zalischyky.